# Matthias Henkel (Schauspieler)
Matthias Henkel (* 29. Juni 1962 in Weimar, damals Stadtkreis Weimar, Bezirk Erfurt, Deutsche Demokratische Republik; † 15. November 2020 in Dresden) war ein deutscher Schauspieler.

## Leben
Matthias Henkel wuchs ab 1969 in Leipzig auf, wo er auch zur Schule ging. Von 1979 bis 1981 absolvierte er zunächst eine Lehre zum Buchhändler und arbeitete bis 1983 in diesem Beruf, bevor er sich für eine Karriere als Schauspieler entschied.
Sein Schauspielstudium absolvierte er von 1985 bis 1989 an der Theaterhochschule „Hans Otto“ in Leipzig. Während seiner Ausbildung war er  von 1987 bis 1989 am Schauspielstudio des Staatsschauspiels Dresden engagiert.
Ab 1989 war er bis zu seinem Tode über 30 Jahre festes Ensemblemitglied an den Landesbühnen Sachsen. Dort spielte er zahlreiche Rollen der klassischen und modernen Theaterliteratur, u. a. den Hamlet und den Titelhelden in Tschechows Platonow.
Weitere Hauptrollen Henkels an den Landesbühnen Sachsen waren Hagen in Die Nibelungen (1999, Regie: Andreas Knaup) und Marat in Die Verfolgung und Ermordung des Jean Paul Marat (1999, Regie: Andreas Knaup). In der Spielzeit 1998/99 übernahm er an den Landesbühnen Sachsen den Professor Henry Higgins in der Musical-Produktion My Fair Lady. Später folgten dort der Karl Moor in Die Räuber (2003, Regie: Sylvia Richter) und Jason in Medea (2004, Regie: Arne Retzlaff) als Hauptrollen. Weiters spielte er den Salieri in Amadeus (2006, Regie: Arne Retzlaff) und den Nathan (2011–2013, Regie: Arne Retzlaff).
Daneben war er seit 1991 bei den Karl-May-Inszenierungen in der Felsenbühne Rathen zu sehen. Dort trat er u. a. als Santer in Winnetou I (2006, erneut ab 2015), als Cornel Brinkley in Der Schatz im Silbersee (2007–2009) und als Buttler in Der Ölprinz (2010–2011) auf. Im Sommer 2017 spielte er in der Felsenbühne Rathen den Dompropst Claude Frollo in Der Glöckner von Notre-Dame.
Gelegentlich arbeitete Henkel neben seiner umfangreichen Theaterarbeit auch für das Fernsehen. Er hatte u. a. Rollen in den TV-Serien Schloss Einstein (2006–2007, Serienrolle als Geschäftsmann Bernhard Sieger) und in SOKO Leipzig. In der 10. Staffel der ZDF-Serie SOKO Wismar (2013) übernahm er eine der Episodenhauptrollen als tatverdächtiger Tierarzt und Onkel eines getöteten Veterinärmediziners.
Seit 1990 arbeitete er außerdem als professioneller Sprecher für Hörfunk und Fernsehen (MDR, ARD, arte). Henkel lebte in Dresden und war Vater eines Sohnes.

## Filmografie (Auswahl)
- 1989: Vera – Der schwere Weg der Erkenntnis (Fernsehfilm)
- 1999: Tatort: Auf dem Kriegspfad (Fernsehreihe)
- 2006–2007: Schloss Einstein (Fernsehserie, Serienrolle)
- 2009: SOKO Leipzig: Ein neues Leben (Fernsehserie, eine Folge)
- 2010: Stubbe – Von Fall zu Fall: Gegen den Strom (Fernsehreihe)
- 2012: SOKO Leipzig: Tod eines Lehrers (Fernsehserie, eine Folge)
- 2013: SOKO Wismar: Erfroren (Fernsehserie, eine Folge)

## Hörspiele
- 2011: Die drei ??? Kids: Im Bann des Zauberers (als Mr. Doodles)
- 2012: Die drei ??? Kids: In letzter Sekunde (als Botti)
- 2019: Die drei ??? Kids: 24 Tage im Weihnachtszirkus (als Emilio Rosso)